# Thulo Dhading
Thulo Dhading – gaun wikas samiti w środkowej części Nepalu  w strefie Bagmati w dystrykcie Sindhupalchowk. Według nepalskiego spisu powszechnego z 2001 roku liczył on 506 gospodarstw domowych i 2451 mieszkańców (1295 kobiet i 1156 mężczyzn).